# 薛全福
薛全福（1930年—），男，汉族，上海人，中国病理生理学家，中国医学科学院基础医学研究所研究员，博士生导师。曾任中国病理生理学会理事长。